# Andrej Sannikaŭ
Andrej Aljehavič Sannikaŭ (bělorusky Андрэй Алегавіч Саннікаў, rusky Андрей Олегович Санников, * 8. března 1954, Minsk) je politický a sociální aktivista, koordinátor sociálního programu „Evropské Bělorusko“ a iniciativy „Chartyja 97“. V roce 2010 kandidoval v prezidentských volbách v Bělorusku.
Dne 14. května 2011 jej soud v Minsku odsoudil na pobyt na dobu pěti let v trestaneckém táboře v režimu pro „organizování masových nepokojů“ 19. prosince 2010. Dne 14. dubna 2012 byl předčasně propuštěn. V říjnu 2012 získal politický azyl ve Velké Británii.

## Diplomatická a politická činnost
V roce 1977 absolvoval Minskou státní lingvistickou univerzitu a v roce 1989 Diplomatickou akademii Ministerstva zahraničních věcí SSSR v Moskvě. Má diplomatickou hodnost velvyslance.
V letech 1980–1981 působil v Běloruské společnosti pro přátelství a kulturní vztahy se zahraničím, v letech 1982–1987 na sekretariátu OSN v New Yorku. Od roku 1989 působil na Ministerstvu zahraničních věcí běloruské SSR, od roku 1991 Běloruské republiky. V roce 1992–1995 sloužil jako poradce pro diplomatické mise Běloruska v Ženevě. Dne 16. února 1995 byl jmenován prezidentem Alexandrem Lukašenkem na pozici náměstka ministra zahraničních věcí Běloruska.
Při práci na Ministerstvu zastupoval Bělorusko při jednáních o odzbrojení členských zemí Společenství nezávislých států, byl v čele běloruské delegace během dvoustranných jednání a na mezinárodním fóru. Odpovídal za bilaterální vztahy se západními zeměmi, odzbrojení a politické otázky v Organizace spojených národů. V čele s běloruskou delegací odpovídal v komisích za „Dohody o snížení zbrojení“, „O raketách středního a krátkého doletu“ a „O protiraketové obraně“.
V předvečer referenda v listopadu 1996 podal demisi na protest proti politice prezidenta Alexandra Lukašenka.

## Společenské aktivity
Od 11. listopadu byl mezinárodním koordinátorem neformální občanské iniciativy „Chartyja 97“ a je jím až doteď. Iniciativa je součástí národního výkonného výboru (opoziční stínové vlády). Je také rektorem na fakultě sociálních věd „Běloruská perspektiva“ Lidové univerzity. V rámci svých sociálních aktivit se zúčastnil mnoha mezinárodních konferencí v Polsku, Německu, Švýcarsku, Rakousku, a vystoupil s přednáškami na univerzitách ve Spojených státech, Velké Británii, Švédsku, Norsku, Belgii a ve Švýcarsku.
Dne 24. ledna 2008 spolu s Mikalajem Statkevičem, Viktarem Ivaškevičem, Michailem Maryničem vytvořil celostátní sociální kampaň „Evropské Bělorusko“, jejímž cílem je zajistit nezávislost Běloruska o jeho přistoupení k Evropské unii.

## Účast v prezidentských volbách v roce 2010
Andrej Sannikaŭ oznámil své rozhodnutí kandidovat na úřad prezidenta Běloruské republiky v polovině března 2010 a stal se tak třetím uchazečem o tento post (dříve vyjádřil svůj záměr Aljaksandar Milinkevič a Ales Michalevič. Dne 15. března na svých webových stránkách kampaně „Chartyja 97“ zveřejnil první rozhovor kandidáta na prezidenta, kde vykreslil obecně svůj volební program. Dne 5. dubna zopakoval svůj úmysl kandidovat na prezidenta při debatě v televizi Biełsat TV.
Dne 27. září 2010 mu skupina lidí vyslovila přízeň a zaregistrován jako kandidát na prezidenta u Ústřední volební komise. Skupina měla 2 003 lidí, v jeho čele stál Uladzimir Koběc a jejím úkolem bylo shromáždit potřebných 100 000 podpisů na jeho podporu. Dne 18. listopadu 2010 byl zaregistrován jako oficiální kandidát. Ústřední volební komise považovala za důležité, aby bylo předloženo všech 142 023 podpisů na jeho podporu a nebyly nalezeny nesrovnalosti v dokumentech předložených k registraci, včetně prohlášení o majetku.
Podpořila ho část minské městské Běloruské lidové fronty, a to navzdory skutečnosti, že strana předložila svého kandidáta na úřad prezidenta, Ryhora Kastusjoŭ. Dne 12. června 2010 Viktar Ivaškevič, předseda strany, během zasedání Běloruské lidové fronty veřejně deklaroval svůj záměr podpořit volební kampaň Andreje Sannikaŭa. Dne 19. září znovu deklaroval svůj záměr.
Andrej Sannikaŭ obdržel podle oficiálních výsledků 156 419 hlasů, což bylo 2,43 % z celkového počtu sečtených hlasů a nejvíce ze všech kandidátů, s výjimkou vítěze voleb, Alexandra Lukašenka.

## Demonstrace v Minsku z 19. prosince 2010 a následné události
Andrej Sannikaŭ se se svou manželkou a novinářkou Iryna Chalip zúčastnili demonstrace v Minsku proti zmanipulovaným výsledkům prezidentských voleb z 19. prosince 2010 roku. Před půlnocí, kdy policie a armáda začala demonstraci uklidňovat, byl brutálně zbit a zatčen spolu s jeho manželkou. Oba byli převezeni k vyšetřovatelům běloruské KGB.
Dne 20. prosince advokát přiznal, že po setkání vyplynulo, že nese řadu stop po zranění, nemůže chodit, má podvrtnutou nebo zlomenou nohu, nese známky bití na hlavě a má modřiny na rukou. Dne 22. prosince ministr vnitra Anatol Kuljašoŭ řekl, že Andrej Sannikaŭ s manželkou a další zadržení kandidáti na prezidentský úřad, Uladzimir Ňakljajeŭ, jsou naprosto zdraví, zcela v normálu a cítí se v pohodě.
Dne 14. května 2011 jej soud v Minsku odsoudil na pobyt na dobu pěti let v trestaneckém táboře v režimu pro „organizování masových nepokojů“ 19. prosince 2010. Dne 14. dubna 2012 byl předčasně propuštěn. V říjnu 2012 získal politický azyl ve Velké Británii.

## Soukromý život
Andrej Sannikaŭ je ženatý s novinářkou Irynou Chalip, která je vnučnou Jerzyho Belzacki, polské a sovětské hudebníka a skladatele. Má syna. Kromě běloruštiny, plynně mluví i rusky, anglicky a francouzsky.

## Ocenění
V roce 2005 obdržel Cenu Bruna Kreiskyho za svou práci na obranu lidských práv (Rakousko, 4. dubna 2005).